# Port de Seneffe

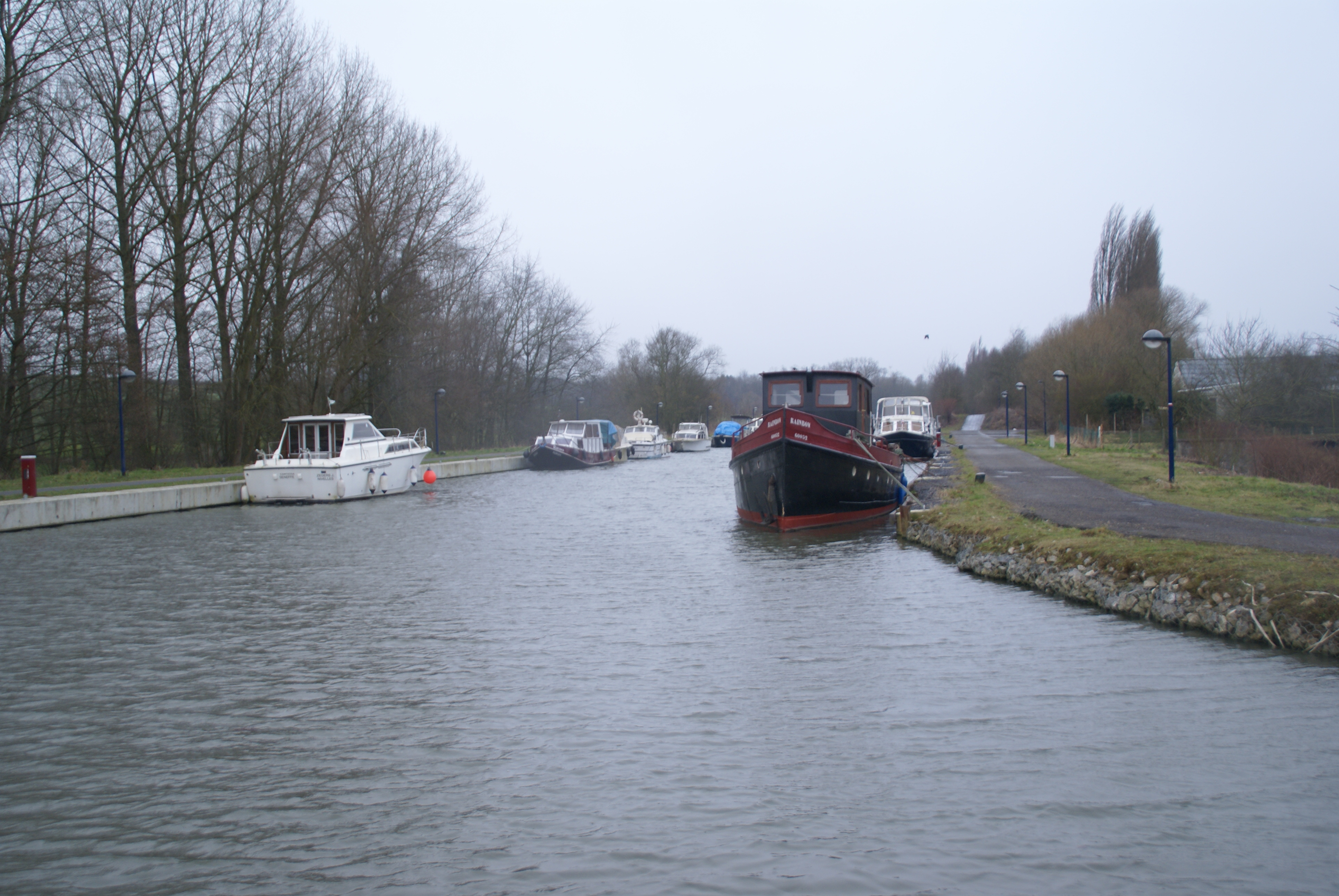
El port de Seneffe

El Port de Seneffe és un port turístic i esportiu al Braç de Bellecourt, un braç del canal Brussel·les-Charleroi a Seneffe a la província d'Hainaut a Bèlgica.
Després de l'ocàs de la indústria del carbó, a la fi dels anys 70 del segle xx, el braç del canal va caure en desús. El 2005, el govern de la regió valona es va decidir de construir-hi un port turístic. L'obra va començar el 2006, abans de tot havia de treure una vintena d'embarcacions abandonades. El port nou va inaugurar-se el 25 d'abril de 2008. Té una capacitat d'un centenar d'embarcacions. La llargada màxima autoritzada és de 20 metres. Al costat del port, es troba un centre d'iniciació i de formació als esports nàutics, La Marlette.

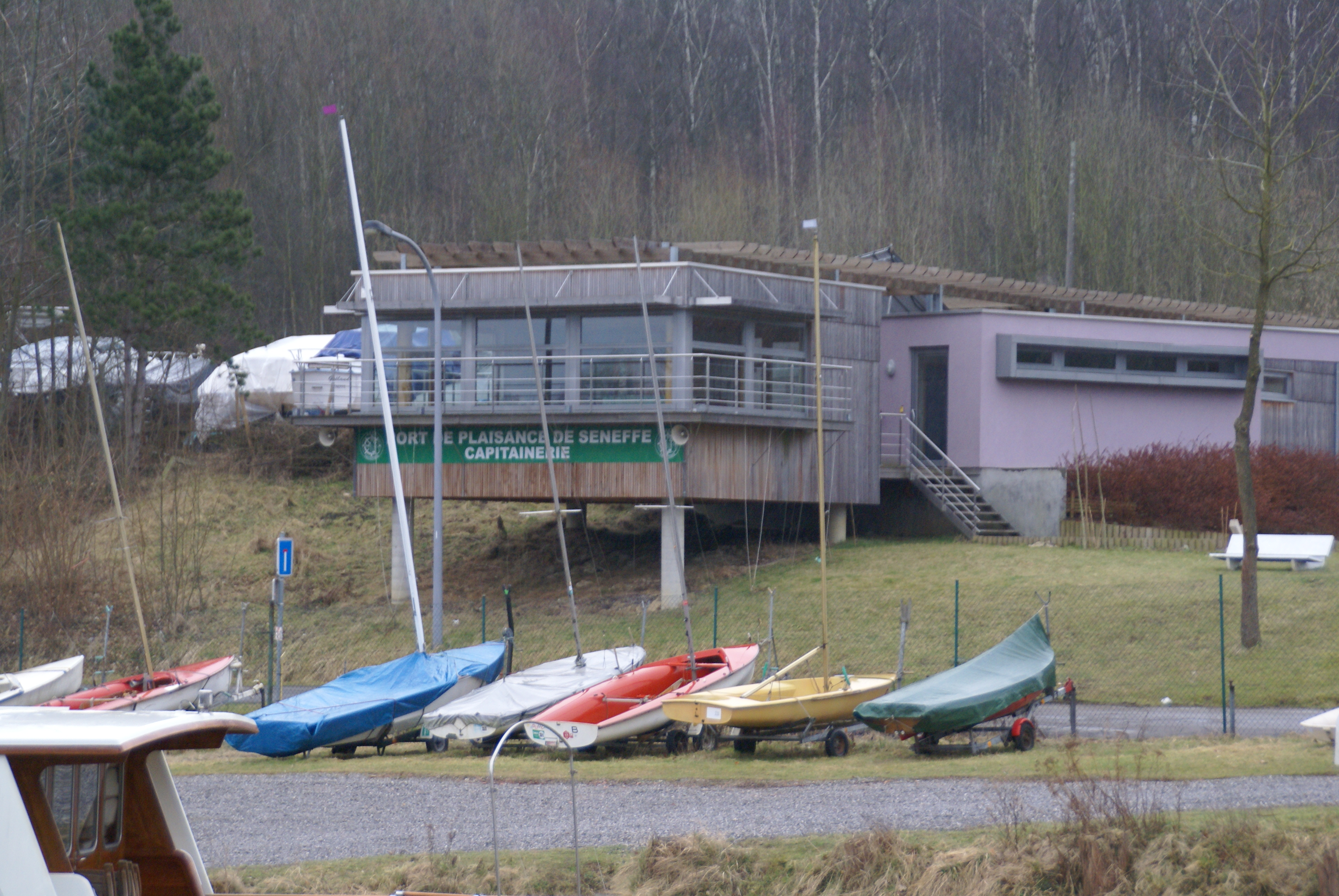
La capitania (arquitecte: Groupe Gamma)
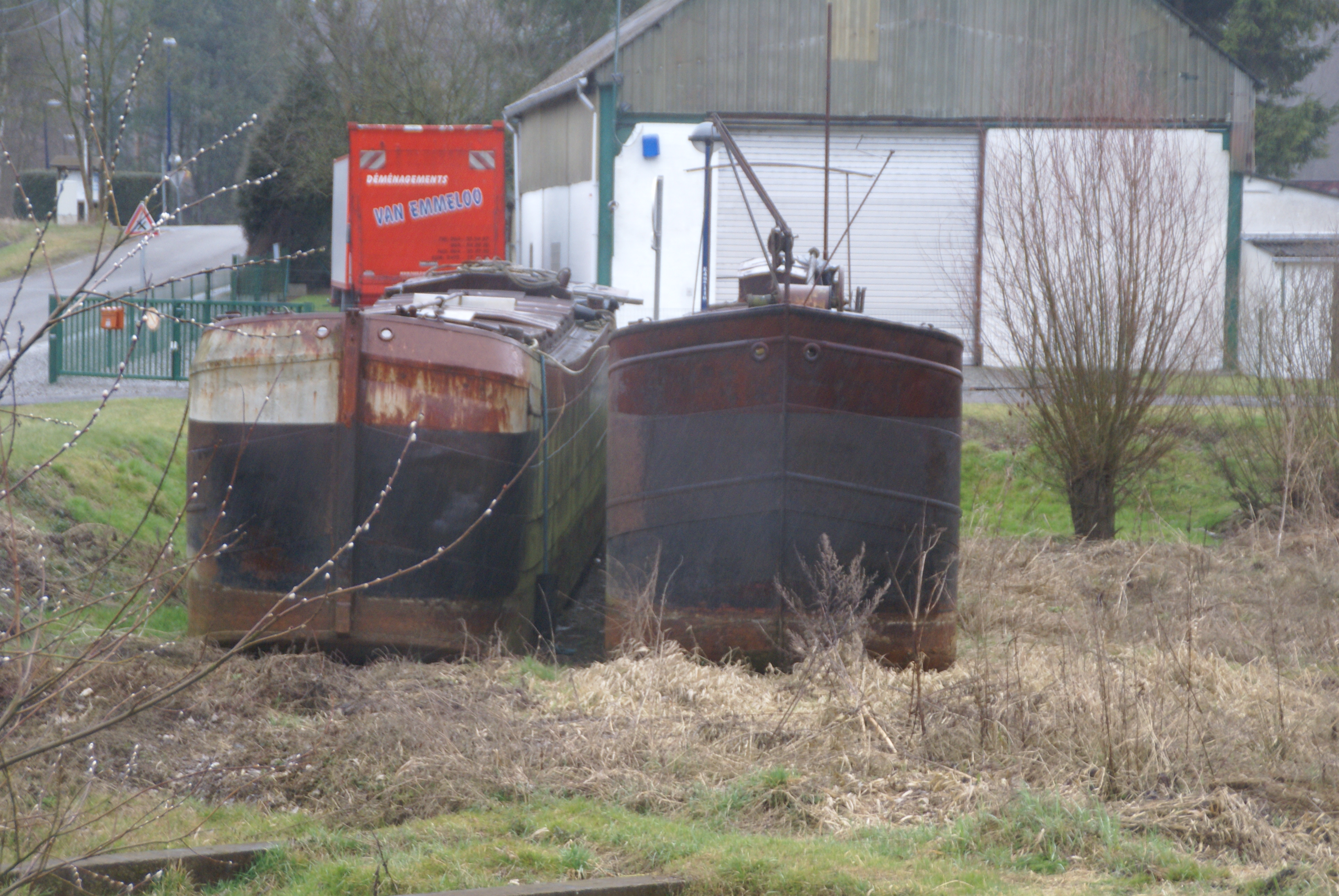
Xalanes al dic sec
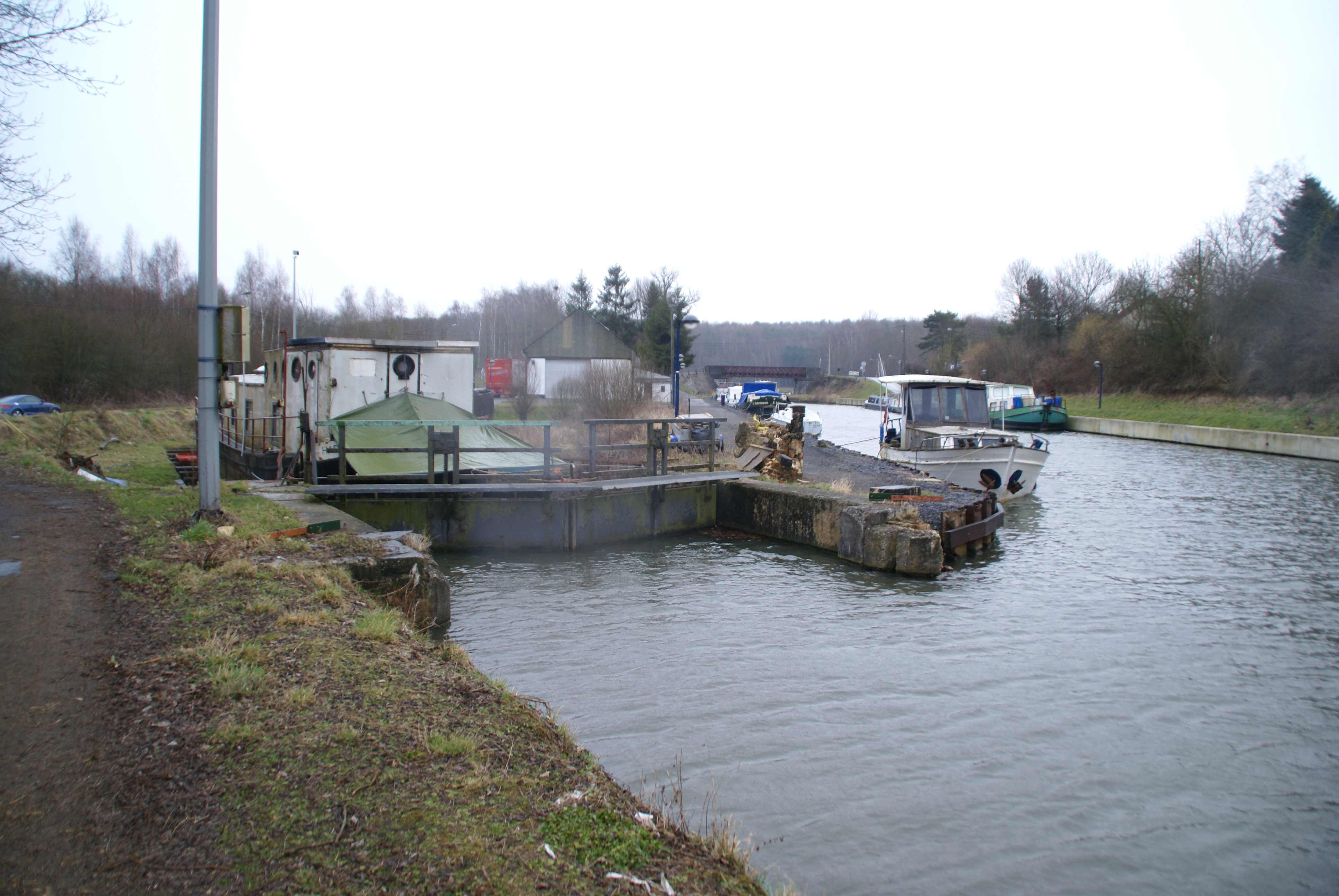
Entrada del dic sec
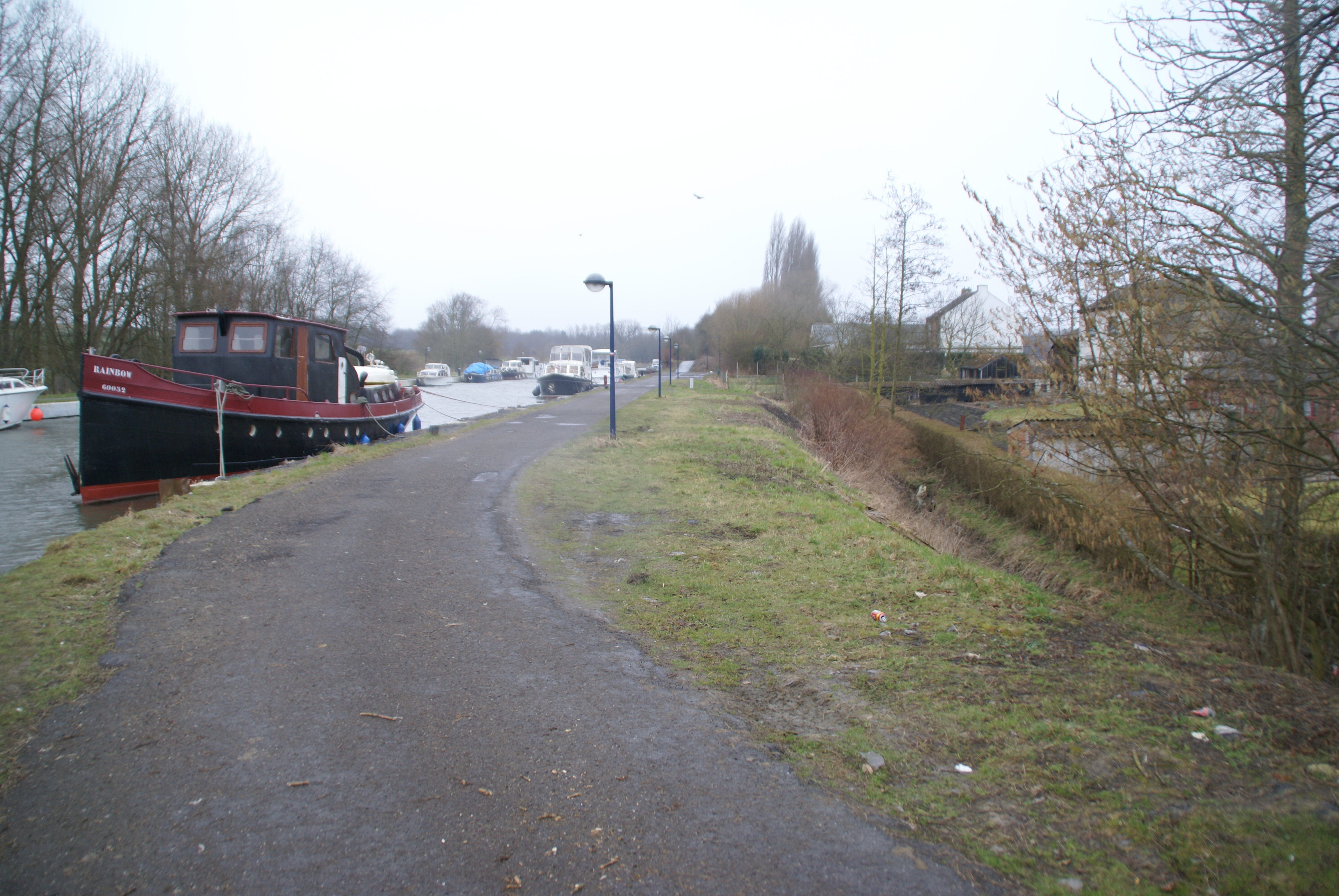
Dic de separació del Braç de Bellecourt i del riu Samme